# 渡邉裕二
渡邉 裕二（わたなべ ゆうじ、8月28日 - ）は、日本の芸能ジャーナリスト、プロデューサー、経営者である。株式会社文化通信社及び、株式会社文化通信エンターテイメント代表取締役社長。

## 人物・エピソード
静岡県御殿場市出身。大学卒業後、タレント養成所、広告代理店を経て文化通信社に入社。
富士山で酒井法子ののりピーグッズ展開「のりピーハウス」を展開した。
ロシアのデュオ、T.A.T.u.の日本デビューに向けて動いた。モスクワでは赤の広場で無許可で行ったデモ行進の模様を日本に伝えたが、その際にT.A.T.u.は逮捕されたことを東京スポーツなどで報じる。
レディー・ガガやテイラー・スウィフトの日本デビューに向けて動いた人物としてレコード会社の信頼を得ている。幾度となくゲストとしてグラミー賞に招待されている。

## テレビ出演
- CBCラジオ「噂の真相」（1994年 - 1996年）
- 日本テレビ「ザ・ワイド」
- フジテレビ「スーパーニュース」
- テレビ朝日「スーパーJチャンネル」
- テレビ朝日「ワイドスクランブル」

## 主な著書
- 「酒井法子　孤独なうさぎ」(双葉社)
- 「中森明菜の真実」(MdN)

## 番組プロデュース
- FM NACK5 森田健作「青春もぎたて朝一番」
- ニッポン放送 森田健作「青春の勲章はくじけない心」
- 「芸能ジャーナリスト渡邉裕二のギョウカイヘッドロック」
- ドラマ「青春の輪」脚本（静岡第一テレビ）
- 24時間テレビ「静岡フォークジャンボリー」（静岡第一テレビ）

## CDプロデュース
- ラスト☆エンジェル「小さなHAPPY」（ユニバーサルミュージック、1999年）
- チア☆エンジェル「今夜はダメダメ」（ユニバーサルミュージック、2000年）
- 松山千春CDドラマ「旅立ち～足寄より」（ユニバーサルミュージック、2006年）

## 舞台プロデュース
- 松山千春「旅立ち～足寄より」（三浦祐太朗主演、2011年・2013年）

## 映画企画
- 松山千春「旅立ち～足寄より」（大東俊介主演、2008）

## 主な新聞連載
- 「番組はいま…」（静岡新聞、1990年 - 2000年）
- 「トークバトル」（東京スポーツ、1997年 - 2004年）
- 「ここだけの話」（夕刊フジ、2000年 - 2001年）
- 「サザンオールスターズ40周年への轍」（夕刊フジ、2019年2月 - 同年6月）
- 「華麗な転身」（夕刊フジ、2019年7月 - 同年10月）
- 「中森明菜の軌跡と奇跡」（夕刊フジ、2019年11月 - 2025年1月）